# SN 2001am
SN 2001am – supernowa odkryta 15 marca 2001 roku w galaktyce A091147-0118. W momencie odkrycia miała maksymalną jasność 19,10m.